# 참극의 선착장
참극의 선착장(Min And Bill)은 미국에서 제작된 조지 W. 힐 감독의 1930년 코미디, 드라마 영화이다. 마리 드레슬러 등이 주연으로 출연하였고 조지 W. 힐 등이 제작에 참여하였다.

## 출연

### 주연
- 마리 드레슬러
- 월레스 비어리

### 조연
- 도로시 조던
- 마조리 램보
- 돈 딜러웨이
- 드윗 제닝스
- 러셀 홉튼
- 프랭크 맥길린  시니어
- 그레타 굴드

## 제작진
- 미술: 세드릭 기븐스